# Exit (U2)
Exit è la decima canzone dell'album The Joshua Tree degli U2. La canzone compare anche in una versione live nel documentario Rattle and Hum.

## Descrizione
Il testo di questa canzone vuole rappresentare gli ultimi momenti di una persona che sta per commettere un omicidio o un suicidio. Lo stesso Bono sottolinea come abbia cercato di voler entrare nello stato d'animo di chi si appresta a fare un gesto del genere. Nella versione live riproposta nel documentario Rattle and Hum, Bono aggiunge un discorso nel mezzo del brano, dicendo: «Così le mani che costruiscono, le mani che costruiscono, possono anche distruggere. Anche le mani dell'amore. Anche le mani dell'amore».
A Exit è legato un fatto di cronaca nera avvenuto nel 1989. Un'attrice, Rebecca Schaeffer, venne uccisa da un ammiratore che dichiarò d'essere stato influenzato dall'ascolto del brano, motivo per cui la canzone per anni non fu più proposta dal vivo.

## Formazione
- Bono - voce, chitarra
- The Edge - chitarra
- Adam Clayton - basso
- Larry Mullen - batteria